# Polia serratilinea
Polia serratilinea is een vlinder uit de familie uilen (Noctuidae). De wetenschappelijke naam is voor het eerst geldig gepubliceerd in 1816 door Ochsenheimer.
De soort komt voor in Europa.